# Schalk Burger
Schalk Burger Jr. (wym. [skalk bœrχɛr]; ur. 13 kwietnia 1983 w Port Elizabeth) – rugbysta południowoafrykański występujący na pozycji rwacza. 
W reprezentacji RPA w rugby zadebiutował w 2003 roku w meczu z Gruzją i rozegrał 37 spotkań zdobywając w nich 50 punktów, wszystkie przez przyłożenia. Wielkim wyróżnieniem dla zawodnika był fakt uznania go przez IRB za najlepszego rugbystę 2004 roku na świecie. 
Uczestnik Pucharu Świata we Francji w 2007 roku, podczas którego RPA zdobyła złoty medal. Podczas tego turnieju brał udział we wszystkich zwycięskich meczach drużyny Springboks. Wystąpił również podczas Pucharów Świata w Australii w 2003 i w Nowej Zelandii w 2011.